# Herpetocypris amychos
Herpetocypris amychos is een mosselkreeftjessoort uit de familie van de Cyprididae. De wetenschappelijke naam van de soort is voor het eerst geldig gepubliceerd in 1975 door Krutak.